# Ђуро Кладарин
Ђуро Кладарин (Лакавона, Њујорк, 21. август 1916 — Сремска Каменица, 29. јануар 1987) био је учесник Народноослободилачке борбе, генерал-мајор ЈНА, друштвено-политички радник СФР Југославије и СР Хрватске и народни херој Југославије.

## Биографија
Рођен је 21. августа 1916. године у граду Лакавона, Сједињене Америчке Државе. Потиче из средње имућне породице. Завршио је Учитељску школу у Петрињи. Тамо се укључио у револуционарни омладински покрет.
Године 1937, постао је члан Савеза комунистичке омладине Југославије (СКОЈ), а септембра 1939. члан Комунистичке партије Југославије (КПЈ). Исте је године био изабран за члана Котарског комитета КП Хрватске за Петрињу.
Након окупације Југославије 1941, Ђуро Кладарин био је један од организатора оружаног устанка у Банији. Као члан Окружног Комитета КПХ за Банију, био је задужен за војна питања. Убрзо је био постављен за политичког комесара Банијског партизанског одреда. У мају 1942. године, одлуком Главног штаба Хрватске, био је постављен за политичког комесара Прве оперативне зоне, а почетком новембра 1942. постављен је за политичког комесара Седме банијске дивизије.
Са Седмом банијском дивизијом учествовао је у бици на Сутјесци 1943. године. Од јануара 1944. године, био је заменик политичког комесара Корпуса народне одбране Југославије. Од априла до јуна 1944. године, био је политички комесар 28. славонске дивизије. Од јуна 1944, био је начелник за организациона партијска питања у Главној политичкој управи Југословенске армије и на тој се дужности налазио све до 1950. године. Тада је преведен у резерву у чину генерал-мајора.
Године 1950, постављен је за председника Планске комисије владе НР Хрватске, а 1953. је изабран за директора Новинско-издавачког предузећа „Вјесник“. На Трећем конгресу СКХ 1954. године, био је изабран за члана Централног комитета, а 1955. изабран је за потпредседника Главног одбора Социјалистичког савеза радног народа Хрватске.
Био је и председник комисије за идеолошки рад Савезног одбора ССРН Југославије, посланик Савезног већа Савезне скупштине Југославије до 1963, председник Просветно-културног већа Савезне скупштине од 1963. до 1969. године, а потом је био председник Комисије Председништва СКЈ за образовање. Године 1971, био је изабран за члана Председништва СФРЈ и на тој је дужности остао до истека мандата 1973. године.
Умро је 29. јануара 1987. у Сремској Каменици, а сахрањен је у селу Боројевићи, код Костајнице.
Објавио је књиге Слом четврте и пете окупаторско-квислиншке офанзиве и Битка на Сутјесци, које су доживеле неколико издања.
Носилац је Партизанске споменице 1941. и више југословенских одликовања. Орденом народног хероја одликован је 23. јула 1952. године.